# Altstätten (Sankt Gallen)
Altstätten és un municipi del cantó de Sankt Gallen (Suïssa), situat al districte de Rheintal.

## Fills il·lustres
- Paul Baumgartner (1903-1976) pianista i pedagog musical.